# Greyhound Lines

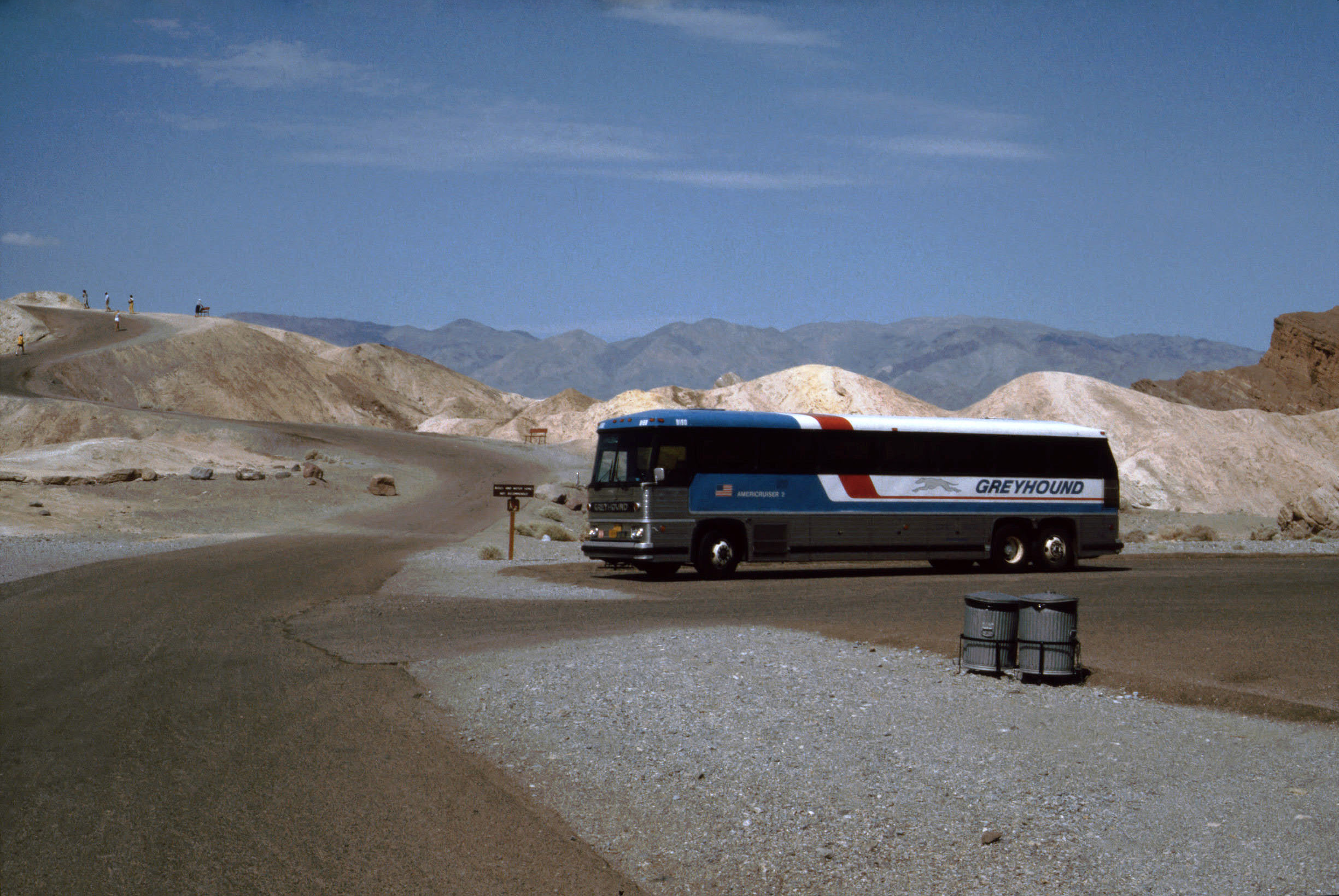
Un automezzo della Greyhound nella Valle della Morte nel 1982.

Greyhound Lines è un'azienda di trasporto passeggeri statunitense che collega su gomma numerose destinazioni attraverso il Nordamerica.
Dall'ottobre 2007 Greyhound è una filiale della compagnia di trasporti britannica FirstGroup, ma continua ad avere sede a Dallas, in Texas, dove c'è la sede principale dal 1987. Il 21 ottobre 2021, FirstGroup  ha venduto la compagnia a Flixbus per 172 milioni di dollari (circa 150 milioni di euro).

## Storia
L'azienda fu fondata nel 1914 a Hibbing (Minnesota) da un immigrato svedese, Carl Wickman, che all'epoca gestiva con il suo automezzo un servizio di trasporto di operai che lavoravano nella vicina miniera di ferro. Dopo la graduale entrata in società di altri autotrasportatori, che effettuavano servizi analoghi nelle regioni vicine, nel 1926 si costituisce la Greyhound Corporation, con sede statunitense a Dallas e con sede canadese a Calgary. Il logo dell'azienda raffigura un levriero inglese, detto appunto greyhound, animale conosciuto per la sua velocità e per questo utilizzato anche nei cinodromi.
Gli automezzi della Greyhound servono circa 2400 destinazioni negli Stati Uniti e 1400 in Canada. Parallelamente al trasporto passeggeri, la società ha sviluppato un servizio di trasporto colli.